# Мишка (хардуер)
Вижте пояснителната страница за други значения на Мишка.
 Тази статия е за компютърното устройство.  За животното вижте Мишка.  За други значения вижте Мишка (пояснение).
Мишката (от английското mouse) е периферно устройство, използвано в персоналните компютри и някои други видове компютърни устройства. Задвижва се от ръката на потребителя, предавайки информация за движението си (както и тази за натиснатите бутони, обикновено поне 2 – ляв и десен) на компютъра.
Компютърната мишка за пръв път се появява с компютъра Apple Lisa през 1983 година и има само един бутон. Първоначалната идея за това посочващо устройство се появява и развива с PARC изследователския център на фирмата XEROX, където се разработва и първия графичен интерфейс. Идеята за графичен интерфейс и мишката не намират поддръжници всред шефовете на фирмата XEROX и вследствие на фирмен шпионаж първата комерсиална система е Apple Lisa, последвана по-късно от популярната Microsoft Windows.

## Етимология
Най-ранната известна писмена употреба на термина мишка по отношение на компютърно посочващо устройство е в публикацията на Бил Инглиш от юли 1965 г. „Компютърно-подпомогнат контрол на дисплея“, вероятно произлизаща от приликата му с формата и размера на мишка, гризач, с въжето, наподобяващо опашката му. Популярността на безжичните мишки без кабели прави приликата по-малко очевидна.
Според Роджър Бейтс, хардуерен дизайнер на английски език, терминът също се е появил, защото курсорът на екрана по някаква неизвестна причина се нарича „CAT“(„котка“) и е видян от екипа, сякаш ще преследва новото настолно устройство.

## Как мишката е увеличила използваемостта на компютъра?
Когато се използва компютърна мишка, не е нужно да запаметяват команди, като тези, използвани в текстова среда на команден ред като MS-DOS. Например в MS-DOS ще трябва да се знае командата cd и командата dir и да се въведат командите на клавиатурата, за да се отворят директория (папка) и да се видят нейните файлове. Докато потребителят на Windows трябва само да щракне двукратно, за да отвори папка и да види нейното съдържание.

## Компоненти
Частите на компютърната мишка могат да варират в зависимост от вида на компютърната мишка. По-долу е даден общ преглед на частите, открити на повечето компютърни мишки.

### Бутони
Днес почти всички компютърни мишки имат поне два бутона, ляв и десен, за щракване и манипулиране на обекти и текст. В миналото е имало мишки само с един бутон. Например много от ранните компютърни мишки на Apple имаха само един бутон.

### Топка, лазер или LED
Настолната мишка използва топка и ролки, ако е механична или лазерна мишка, или LED, ако е оптична мишка. Тези компоненти проследяват движението на мишката по оси x и y и преместват курсора на мишката върху екрана. На снимката е пример за дъното на механична и оптична мишка.

### Колело на мишката
Днешните настолни компютърни мишки обикновено включват също колело (скролер) на мишката, което ви позволява да превъртате нагоре и надолу по страницата.

### Платка
За да предава (въвежда) цялата информация за сигнала на мишката, щракванията и друга информация, мишката има платка с интегрални схеми.

### Кабелен или безжичен приемник
За мишка с кабел той включва кабел с щепсел, който се свързва към компютъра. Днес повечето мишки с кабел се свързват към USB порта. Ако компютърът има безжична мишка, той се нуждае от USB безжичен приемник, за да получи безжичния сигнал и да го въведе в компютъра.

### Други части
При лаптоп някои от споменатите по-горе компоненти не са задължителни. Например, тъчпадът не използва топка, лазер или светодиод за контрол на движението; използва се пръстът върху тъчпада. Други части включват топка за мишки за тракбол, допълнителни бутони от страната на палеца на мишката и накрайници, използвани с мишки за лаптоп.

## Операции
Мишката обикновено контролира движението на показалец в две измерения в графичен потребителски интерфейс (GUI). Мишката превръща движенията на ръката назад и напред, наляво и надясно в еквивалентни електронни сигнали, които от своя страна се използват за придвижване на показалеца.
Относителните движения на мишката върху повърхността се прилагат към позицията на показалеца на екрана, което сигнализира точката, където се извършват действията на потребителя, така че движенията на ръката се репликират от показалеца. Щракването или задържането на мишката (спиране на движението, докато курсорът е в границите на дадена област) може да избира файлове, програми или действия от списък с имена или (в графични интерфейси) чрез малки изображения, наречени „икони“ и други елементи. Например, текстов файл може да бъде представен от картина на хартиена тетрадка и щракането, докато курсорът се движи върху тази икона, може да накара програма за редактиране на текст да отвори файла в прозорец.
Различните начини на работа с мишката причиняват специфични неща да се случват в GUI:
Щракване: натискане и освобождаване на бутон.
- (вляво) Едно щракване: щракване върху главния бутон.
- (вляво) Двойно щракване: щракването върху бутона два пъти в бърза последователност се счита за различен жест от две отделни единични щраквания.
- (вляво) Трикратно щракване: щракването върху бутона три пъти в бърза последователност се счита за различен жест от три отделни единични щраквания. Тройните щраквания са много по-рядко срещани в традиционната навигация.
- Щракване с десен бутон: щракване върху вторичния бутон. В съвременните приложения това често отваря контекстно меню.
- Средно щракване: щракване върху третичния бутон.
- Плъзгане: натискане и задържане на бутон и преместване на мишката, преди да освободите бутона. Това често се използва за преместване или копиране на файлове или други обекти чрез плъзгане и пускане; други приложения включват избор на текст и рисуване в графични приложения.
- Подреждане на бутоните на мишката:
- Комбинация от щракване с десен бутон и щракване с ляв бутон.
- Комбинация от щракване с ляв бутон, след което щракване с десен бутон или буква от клавиатурата.
- Комбинация от щракване с ляв или десен бутон и колелцето на мишката.
- Щракване, докато държите натиснат клавиш модификатор.
- Преместване на показалеца на голямо разстояние: Когато се достигне практическа граница на движение на мишката, човек повдига мишката, довежда я до противоположния ръб на работната зона, докато се държи над повърхността, и след това я заменя надолу върху работната повърхност. Това често не е необходимо, тъй като софтуерът за ускорение открива бързо движение и премества показалеца значително по-бързо пропорционално, отколкото при бавно движение на мишката.
- Мулти-тъч: този метод е подобен на мултитъч тъчпад на лаптоп с поддръжка за въвеждане с докосване за множество пръсти, като най-известният пример е Apple Magic Mouse.

### Жестове
Потребителите могат също да използват мишки с жестове; което означава, че стилизирано движение на самия курсор на мишката, наречено „жест“, може да издаде команда или карта на конкретно действие. Например, в програма за рисуване, преместването на мишката с бързо движение „x“ върху фигура може да изтрие фигурата.
Жестовите интерфейси се срещат по-рядко от обикновеното посочване и щракване; и хората често ги намират за по-трудни за използване, защото изискват по-фин моторен контрол от потребителя. Въпреки това, няколко жестови конвенции са станали широко разпространени, включително жестът за плъзгане и пускане, при който:
1. Потребителят натиска бутона на мишката, докато курсорът на мишката се задържа над интерфейсен обект
2. Потребителят премества курсора на друго място, като държи бутона натиснат
3. Потребителят пуска бутона на мишката

Например, потребителят може да плъзне и пусне картина, представляваща файл, върху картина на кошче за боклук, като по този начин инструктира системата да изтрие файла.
Стандартните семантични жестове включват:
- Гол, базиран на пресичане
- Влачите и пускате
- Обикаляне на менюто
- Посочване
- Задържане на курсора на мишката (задържане на курсора)
- Избор

### Специфични употреби
Други употреби на въвеждането на мишката се срещат често в специални домейни на приложения. В интерактивната триизмерна графика движението на мишката често се превръща директно в промени в ориентацията на виртуалните обекти или камерата. Например, в жанра на игрите шутър от първо лице (вижте по-долу), играчите обикновено използват мишката, за да контролират посоката, в която е обърната „главата“ на виртуалния играч: преместването на мишката нагоре ще накара играча да погледне нагоре, разкривайки изглед над главата на играча. Свързана функция кара изображението на обект да се завърти, така че да могат да бъдат разгледани всички страни. Софтуерът за 3D дизайн и анимация често модално акордира много различни комбинации, за да позволи на обектите и камерите да се въртят и преместват в пространството с малкото оси на движение, които мишките могат да открият.
Когато мишките имат повече от един бутон, софтуерът може да присвои различни функции на всеки бутон. Често основният (най-левият в конфигурация за дясна ръка) бутон на мишката ще избира елементи, а вторичният (най-десният в дясна конфигурация) бутон ще изведе меню с алтернативни действия, приложими към този елемент. Например, на платформи с повече от един бутон, уеб браузърът Mozilla ще следва връзка в отговор на щракване на основен бутон, ще изведе контекстно меню с алтернативни действия за тази връзка в отговор на щракване на вторичен бутон и ще често отваряйте връзката в нов раздел или прозорец в отговор на щракване с третичен (среден) бутон на мишката.

## Видове мишки
Мишките биват два основни вида – оптични и механични. При оптичните се сканира повърхността под мишката, затова понякога има проблеми при използването на лъскави или шарени постелки. Допълнително разделение е на безжични и жични мишки.

### Първите мишки
Първата мишка е изобретена от Дъглас Енгълбарт от Станфордския изследователски институт през 1968 г. след множество тестове. Няколко други експериментални посочващи устройства, разработени за NLS системата на Енгълбарт (oN-Line System), използват различни движения на човешкото тяло. Едно такова устройство, например, е предназначено за глава и се поставя на носа или брадичката. В крайна сметка мишката спечелва заради своята простота и практичност. Първата мишка, неудобно и обемисто устройство, използва две зъбни колелца, перпендикулярни едно спрямо друго: завъртането на всяко от колелцата предава движението по една ос. Енгълбарт получава патент на 17 ноември 1970 г. за „X-Y позиционен индикатор за дисплейна система“.

### Механична мишка
Механичните мишки използват свободно търкалящо се топче, което при движението на мишката завърта две ролки (едната за движение по хоризонтала, а другата – по вертикала), на чиято ос има по един диск с процепи, разположени по окръжност (лъчеобразно), които прекъсват два светлинни лъча, създавани от светодиоди. По този начин се определя посоката на движение (зависи кой от двата лъча е прекъснат пръв), а в зависимост от честотата на прекъсване се определя скоростта на преместване. Недостатък на механичните мишки е честото зацапване на ролките, което води до задържане на курсора при движение на мишката. Оптичните мишки постигат по-висока прецизност, тъй като механиката в механичните има горна граница на прецизност.

#### Оптична мишка
Оптичната мишка използва светодиод и фотодиоди, за да засича движението спрямо подлежащата повърхност, вместо да се налага да се движат някои от частите ѝ както при механичната мишка.
Ранните оптични мишки, около 1980 г., биват два вида:
1. Някои, като тези, изобретени от Стийв Кирш от корпорацията Mouse Systems Corporation, използват инфрачервен LED и инфрачервен сензор с четири квадранта, за засичане на мрежови линии, принтирани с инфрачервено абсорбиращо мастило върху специална метална повърхност. Предвиждащите алгоритми в процесора на мишката изчисляват скоростта и посоката върху мрежата.
2. Друга, създадена от Ричард Ф. Лайън и продадена от Xerox, използва 16-пикселов сензор с интегриран детектор за движение на същия чип и проследява движението на светли точки в тъмно поле на принтирана хартия или подобна подложка на мишка.

Тези два типа мишки имат много сложно поведение, като мишката на Кирш използва x-y координатна система, поставена в подложката и не работи правилно, когато падът бъде завъртян, докато мишката на Лайън използва x-y координатната система от тялото на мишката, както механичните мишки.
Съвременните оптични мишки, независещи от повърхността, работят като използват оптоелектронен сензор, който улавя последователни изображения от повърхността, върху която мишката оперира. Много от тези мишки използват LED, за да осветяват повърхността, върху която се движат. Така купувачите често погрешно окачествяват тези LED оптични мишки като лазерна мишка, обърквайки ги с истинските лазерни мишки. Промените между едно изображение и следващото се репродуцират от частта за възпроизвеждане на изображения на чипа и се предават в движение върху двете оси, използвайки алгоритъм за изчисляване на оптичните линии.
Например, сензорът за оптична мишка Avago Technologies ADNS-2610 репродуцира 1512 изображения за секунда: всяко изображение се състои от правоъгълна подредба от 18 на 18 пиксела, като всеки пиксел може да долови 64 различни нива на сивото.

#### Лазерна мишка
През 1998 г. Sun Microsystems снабдили с лазерни мишки техните Sun SPARCstation сървъри и работни станции. Но лазерните мишки не пробили на пазара до 2004 г., когато Логитек, в съдружие с Agilent Technologies, въвели лазерната мишка с техния MX 1000 модел. Този вид мишка използва малък инфрачервен лазер, вместо LED, и така резолюцията на действията, правени с мишката, се увеличава. Това води до около 20х по-голяма повърхностна мощност. Докато осъществяването на лазера леко увеличава чувствителността и резолюцията, главното предимство идва от използването на мощност.

### Безжични мишки
Безжичните мишки използват радиовълни в различни диапазони, за да изпратят информацията към приемащо устройство. Безжичните мишки използват стандартни радиочестоти от 27MHz или протоколи като Bluetooth.
Мишките с кабел се закачат на някоя от шините за периферия или на порт на компютъра. Съществуват мишки, които се закачат за серийния порт – наричани серийни мишки, други, които използват специален порт – PS/2, който се появява за първи път в персоналните компютри на фирмата IBM, и в последно време такива, които използват универсалната серийна шина – USB. Последната има най-голяма пропускателна способност, което позволява по-висока прецизност на мишката.
През последните години мишките биват произвеждани с вградено колелце за позициониране (скролер), понякога с повече от едно колелце. Скролерът подпомага потребителя при позиционирането в документи, които заемат място повече от една страница. Когато колелцата са две, едното е за вертикално позициониране, докато второто се използва за хоризонтално.